# El tiempo de las cerezas
El Tiempo de las Cerezas es el álbum de estudio compuesto por Enrique Bunbury y Nacho Vegas. Contiene 20 canciones en dos discos y fue grabado en los estudios Paco Loco en El Puerto de Santa María, Provincia de Cádiz, mezclado en Music Lan (Figueres) y masterizado en Sterling Sound (Nueva York). Salió a la venta el 18 de septiembre de 2006 con el sello de EMI.

## Lista de canciones[1]
| CD 1  |                                   |               |                       |          |  |
| N.º   | Título                            | Escritor(es)  | Intérpretes           | Duración |  |
| 1.    | «Días extraños»                   | Nacho Vegas   | Enrique Bunbury Vegas | 6:18     |  |
| 2.    | «Puta desagradecida»              | Bunbury       | Bunbury               | 5:16     |  |
| 3.    | «Secretos y mentiras»             | Vegas         | Vegas                 | 4:04     |  |
| 4.    | «No fue bueno, pero fue lo mejor» | Bunbury       | Bunbury               | 3:49     |  |
| 5.    | «Va a empezar a llover»           | Vegas         | Vegas                 | 4:06     |  |
| 6.    | «Látex»                           | Bunbury Vegas | Bunbury               | 3:58     |  |
| 7.    | «La pena o la nada»               | Vegas         | Vegas                 | 7:06     |  |
| 8.    | «Ahora»                           | Bunbury       | Bunbury               | 4:42     |  |
| 9.    | «Por la paz y la canción»         | Vegas         | Vegas                 | 4:07     |  |
| 10.   | «Días extraños (Reprise)»         | Vegas         | Bunbury               | 2:07     |  |
| 45:33 |                                   |               |                       |          |  |

| CD 2  |                                     |                 |               |          |  |
| N.º   | Título                              | Escritor(es)    | Intérpretes   | Duración |  |
| 1.    | «El rumbo de tus sueños»            | Enrique Bunbury | Bunbury       | 3:50     |  |
| 2.    | «Serie negra»                       | Nacho Vegas     | Vegas         | 4:29     |  |
| 3.    | «Welcome to El Callejón Sin Salida» | Bunbury         | Bunbury       | 3:47     |  |
| 4.    | «El cazador»                        | Vegas           | Vegas         | 4:04     |  |
| 5.    | «De esclavitud y de cadenas»        | Bunbury         | Bunbury       | 4:43     |  |
| 6.    | «Bravo»                             | Luis Demetrio   | Vegas         | 4:21     |  |
| 7.    | «En la espina dorsal del universo»  | Bunbury         | Bunbury       | 5:03     |  |
| 8.    | «La fin»                            | Vegas           | Vegas         | 5:51     |  |
| 9.    | «El tiempo de las cerezas»          | Bunbury         | Bunbury Vegas | 3:32     |  |
| 10.   | «El rumbo de tus sueños (Reprise)»  | Bunbury         | Bunbury Vegas | 2:38     |  |
| 42:18 |                                     |                 |               |          |  |

## Videoclips
| #  | Canción                           | Año de publicación |
| -- | --------------------------------- | ------------------ |
| 1. | "No Fue Bueno, Pero Fue Lo Mejor" | 2006               |
| 2. | "Puta Desagradecida"              | 2006               |
| 3. | "El tiempo de las cerezas"        | 2006               |